# 斋藤纪念管弦乐团
斋藤纪念管弦乐团（日語：サイトウ・キネン・オーケストラ，缩写：SKO）是每年八月至九月在日本长野县松本市举办的小泽征尔松本音乐节（旧称“斋藤纪念音乐节”）期间组建的乐团。该乐团由一般财团法人斋藤纪念管弦乐团财团负责运营。

## 历史
该乐团前身为1984年举办的“斋藤秀雄纪念音乐会”特别编制乐团——桐朋学园斋藤秀雄纪念管弦乐团。1984年适逢桐朋学园大学联合创始人斋藤秀雄逝世十周年，在斋藤的弟子小泽征尔与秋山和庆的召集下，百余名活跃于海内外的斋藤门生齐聚日本，于同年9月在东京与大阪举办纪念演出。
乐团成立初期，成员主要由斋藤生前学生组成，他们响应小泽与秋山的号召参与演出。最初音乐家们均为无偿演出。
1987年、1989年乐团两度进行欧洲巡演，足迹遍及维也纳、柏林、法兰克福、巴黎与伦敦。1990年，乐团受邀参加萨尔茨堡音乐节。
1992年5月，财团法人斋藤纪念音乐财团成立。同年9月首届斋藤纪念音乐节在日本长野县松本市举办。除每年音乐节期间的交响乐、歌剧、声乐作品演出及音乐家讲习活动外，乐团也会在东京举办音乐会。
由于斋藤纪念管弦乐团为年度组建，故不设固定团员。初期成员以斋藤门生及桐朋学园音乐系毕业生为主，但随着成员年龄增长，逐渐增加斋藤再传弟子（即小泽的学生）与外籍演奏家（小泽的友人）的参演比例。
2008年，在英国古典音乐杂志《留声机》组织评选的“全球二十大乐团”中，该乐团位列第19位。
2021年2月，一般财团法人斋藤纪念管弦乐团财团成立。由小泽任命的13人组成的顾问委员会，将负责节目策划、演出者遴选及青年音乐家培养工作。

## 唱片录音
斋藤纪念管弦乐团与飞利浦唱片、索尼古典合作发行了贝多芬、勃拉姆斯交响曲全集，柴可夫斯基、马勒交响曲选集，斯特拉文斯基歌剧《俄狄浦斯王》，以及J.S.巴赫的《马太受难曲》与《B小调弥撒》等作品。
小泽征尔指挥的拉威尔《孩子与魔法》获得第58届格莱美奖最佳歌剧唱片奖。